# Gian Guido Piazza
Gian Guido Piazza (Milano, 21 settembre 1887 – Somma Lombardo, 1º aprile 1945) è stato un calciatore e dirigente sportivo italiano.

## Carriera
Cresciuto fra i giovani rossoneri coi quali si aggiudicò il campionato riserve del 1906, con Attilio Trerè ed Alfred Bosshard costituì la linea mediana titolare della formazione del Milan che si aggiudicò lo scudetto del 1907.
Dopo la prima guerra mondiale coprì incarichi dirigenziali nella società per due decenni.
Anche suo figlio Gian Emilio intraprese la carriera calcistica, vincendo la Coppa Italia 1940-1941 col Venezia.
Morì a Somma Lombardo il 1º aprile 1945 all'età di 58 anni.

## Palmarès
- Prima Categoria: 1

Milan: 1907

### Competizioni giovanili
- Seconda Categoria: 1

Milan: 1906